# Ci vorrebbe un miracolo (film)
Ci vorrebbe un miracolo è un film del 2014 diretto e sceneggiato da Davide Minnella.
Il film è stato realizzato con il contributo del MiBAC e con il sostegno di Fondazione Apulia Film Commission e regione Lazio.

## Trama
Elena lavora per la televisione e durante le registrazioni del suo programma in Puglia è costretta a partecipare al funerale di un vecchio zio. Suo malgrado è costretta a vivere in una realtà a lei sconosciuta, popolata da strani personaggi. Fra loro spicca il cugino Gianluca, eccentrico regista che tenta di convincere Elena a seguirlo nella sua indagine per capire chi e cosa avvelena le acque del Mediterraneo. Molto presto Elena e Gianluca si trovano alle prese con un evento misterioso che sconvolge ogni loro previsione.